# Хантик
Хантик (итал. Huntik: Secrets & Seekers) италијанска је цртана серија. Серија се развила 2007, чији је креатор и режисер Иђинио Страфи, креатор Винкса. Серија представља копродукцију између Биг бока продакшнс и Рејнбоу. Сви дизајни и анимације настали су у Италији, док су писање сценарија и оригинални снимци гласа обављени у Сједињеним Америчким Државама. Серија се премијерно емитовала од 12. јануара 2009. године на каналу Раи Дуе у Италији. Серија је отказана 2012. због одлуке да се Рејнбоу фокусира на Винкс.

## Радња
Серија прати Лока Ламберта док открива тајно наслеђе свог несталог оца Итона, који је био члан Хунтик фондације и део тајног света корисника магије познатих као Трагачи и створења познатих као Титани. У његовој мисији да открије шта се догодило његовом оцу, Локу се придружују Данте Вејл, Софија Кастервил, Залија Мун и титан Черит који говори.
Прва сезона се фокусира на борбу против зле Организације, коју води моћни трагач познат као Професор, правим именом Сајмон Џадеј. Успут, тим открива амулет воље и моћне легендарне титане. Иако Професор на крају добија три легендарна титана ума, тела и духа у покушају за бесмртност, Хунтик тим га побеђује. 
Друга сезона
У другој сезони, древна и зла група позната као Крвава спирала открива се и покушава да призове Нулифирсе, зла и деструктивна бића. Они су повезани са уништењем преостале Софијине породице, потомака моћног лорда Кастервила. Нови херој, Ден Фирс, придружује се Хунтик тиму док Залија иде тајно у редове Крваве спирале. Откривен је нови сет легендарних титана, али њихово откриће најављује васкрсење оснивача Крваве спирале, Издајице.

## Епизоде
| Сезона | Сезона | Епизоде | Епизоде | Оригинално емитовање | Оригинално емитовање |
| Сезона | Сезона | Епизоде | Епизоде | Премијера            | Финале               |
| ------ | ------ | ------- | ------- | -------------------- | -------------------- |
|        | 1.     | 26      | 26      | 12. јануар 2009.     | 16. фебруар 2009.    |
|        | 2.     | 26      | 26      | 17. септембар 2011.  | 11. децембар 2011.   |